# 田井安曇
田井 安曇（たい あずみ、1930年2月19日 - 2014年11月2日）は、日本の歌人。本名、我妻 泰（わがつま とおる）。ペンネームの安曇は安曇野よりとっているが出身は飯山市である。クリスチャン。

## 来歴
長野県飯山市出身。旧制飯山中学校（現・長野県飯山北高等学校）、岡崎高等師範学校（現・名古屋大学）社会科卒業。中学校の社会科教師となる。立原道造の影響で詩作を始め、のちに短歌に専念。「花実」を経て、1950年に「アララギ」中部青年の会「環」に参加。1951年には近藤芳美を中心にして創刊された短歌雑誌「未来」の創刊に関わる。岡井隆は同じく創刊メンバーである。秋村功と歌誌「河」を編集。1988年、柳川創造らとともに「綱手」創刊。
1984年「経過一束」で第20回短歌研究賞受賞。2000年「田井安曇著作集」で島木赤彦文学賞受賞。2010年「千年紀地上」で第25回詩歌文学館賞受賞。
2014年11月2日に肺炎のため死去。84歳没。

## 主な著作
- 我妻泰歌集（1967）
- 木や旗や魚らの夜の歌った歌（1974）
- 天乱調篇（1975）
- たたかいのししむらの歌（1975）
- 水のほとり（1976）
- 右辺のマリア（1978）
- 父、信濃（1985）
- 経過一束（1990）
- 春の星（1996）
- 山口村相聞（1997）
- 千年紀地上（2009）